# Iri-Hor

Iri-Hor ali Ro (kot ga je prebral egiptolog Flinders Petrie) je bil preddinastični faraon Gornjega Egipta, ki je vladal v 32. stoletju pr. n. št. Njegov obstoj je bil do nedavnega predmet razprav, egiptolog Toby Wilkinson pa je izpodbijal branje in označevanje njegovega imena. Izkopavanja v Abydosu v osemdesetih in devetdesetih letih in odkritje napisa Iri-Horja na Sinaju leta 2012 pa so potrdila njegov obstoj. Iri-Hor je bil najstarejši vladar Egipta, znan po imenu, in verjetno najstarejša  zgodovinska oseba, znana po imenu.

## Vladanje in dokazi o obstoju
Iri-Hor je bil najverjetneje Kajev neposredni predhodnik, ki je vladal v zgodnjem 32. stoletju pr. n. št.  Vladal je verjetno iz  Hierakonpolisa na ozemlju Abidosa, širši Tinitski regiji in Egiptu najmanj do Memfisa na severu, saj skalni napis na Sinaju omenja njegov obisk v tem mestu. Egiptologa Tallet in Laisney domnevata, da je vladal celi Nilovi delti.
Pokopan je bil na kraljevem pokopališču v Umm el-Qa'abu blizu Kaja in Narmerja iz 1. dinastije. Iri-Horjevo ime se pojavlja na najmanj 22 glinastih vrčih iz njegove grobnice in najmanj petih s črnilom napisanih napisih in glinastih pečatih s hieroglifi r-Ḥr, ki so jih odkrili v Narmerjevi grobnici. Podoben pečat so našli tudi na severu v grobu Z 401 v Zawyet el'Aryanu v Spodnjem Egiptu. Nanj se morda nanaša tudi napis, vrezan na vretenu, katerega sta v Hierakonpolisu odkrila James E. Quibell in Petrie med izkopavanji leta 1900. Skalni napis na Sinaju je najsevernejši napis z njegovim imenom. Na njem je upodobljen na čolnu ob besedi Ineb-hedj (Belo obzidje), ki je starodavno ime Memfisa.

## Grob
Iri-Horjeva grobnica je najstarejša na abidoški nekropoli B v Umm el-Qa'abu. Sestavljena je iz dveh ločenih sob B1 (6 m x 3,5 m) in B2 (4,3 m x 2,45 m), ki sta jih odkrila Petrie leta 1899 in kasneje  Werner Kaiser. Tretjo sobo (B0) so odkrili med  ponovnimi izkopavanji Iri-Horjeve grobnice v 1990. letih. Vse sobe so približno enako velike kot sobe v Kajevi in Narmerjevi grobnici. Nadgradnja, če je sploh bila, se ni ohranila. V sobi B1 so odkrili fragmente glinastih vrčev z Iri-Horjevim imenom. V sobi B2 so odkrili fragment vrča z njegovim imenom, odtis pečatnika, več napisov, pisanih s črnilom, fragmente posod z imeni Kaja in Narmerja in dele  ležišča.